# Monsters (James Blunt-sang)
"Monsters" er en sang af den engelske singer-songwriter James Blunt. Den blev skrevet af Blunt, Amy Wadge and Jimmy Hogarth til Blunts sjette studiealbum Once Upon a Mind (2019). Den blev udgivet som den fjerde single fra albummet den 18. oktober 2019.
Blunt besluttede at donere hele profitten fra sangen til velgørenhedsorganisationerne Help for Heroes og British Legion.

## Baggrund
James Blunts far Charles, der selv var nyrerdonor, blev diagnosticeret nyrekræft i fase 4. Blunt skrev "Monsters" for at "udtrykke sine følelser om sin far og hans sygdom, næsten som var det et rørende farvel til sin far". I et interview med Good Morning Britain udtalte Blunt,
  Really that has been an amazing moment. Because when you realise your father's mortality it's a great opportunity to say the things I'd like to say to him. So I have written a song called Monsters for him.

I samme interview fremsatte han en bøn om at en type O-nyrerdonor ville melde sig. I januar 2020 rapporterede MSN ar Blunts havde fået tid til en nyretransplantation.

## Musikvideo
Musikvideoen blev filmet i Oxfordshire, England, og den blev instrueret af Vaughan Arnell. I musikvideoen medvirker James Blunt og hans far Charles Blount. Størstedelen af videoen fokuserer på James Blunts ansigt, mens han synger sangen, men i slutningen klippes der til et billede af både Blunt og hans far der sidder ved siden af i køkkenet.
Den australske tv-vært Lisa Wilkinson fortalte at thun var "helt tårevædet" efter at have set musikvideoen. Monika Barton fra Newshub skrev om musikvideoen "Kom nu, se lidt af den og se om du har et hjerte, eller kun et skarpt, spidst stykke flint, hvor det burde være".

## Modtagelse
Minnie Wright fra Express skrev, "Hjerteskærende perspektiv oplyser det sted, hvorfra Blunt har skrevet det dybt personlige Once Upon A Mind med Monster". Lauren Murphy fra Entertainment.ie skrev, "Før du ser denne video, så skal du advares om at den er temmelig hård, hvis du på nogen måde føler dig emotionelt skrøbelig, eller har mistet en forælder". Rudi Kinsella fra Joe skev "Dette er en af de mest emotionelle musikvideoer vi har set i meget lang tid".

## Hitlister
| Hitliste(2020)                        | Højeste placering |
| ------------------------------------- | ----------------- |
| UK Singles (Official Charts Company)  | 74                |
| Canada Digital Song Sales (Billboard) | 13                |
| France (SNEP)                         | 38                |
| Ireland                               | 70                |